# Leon Nasierowski

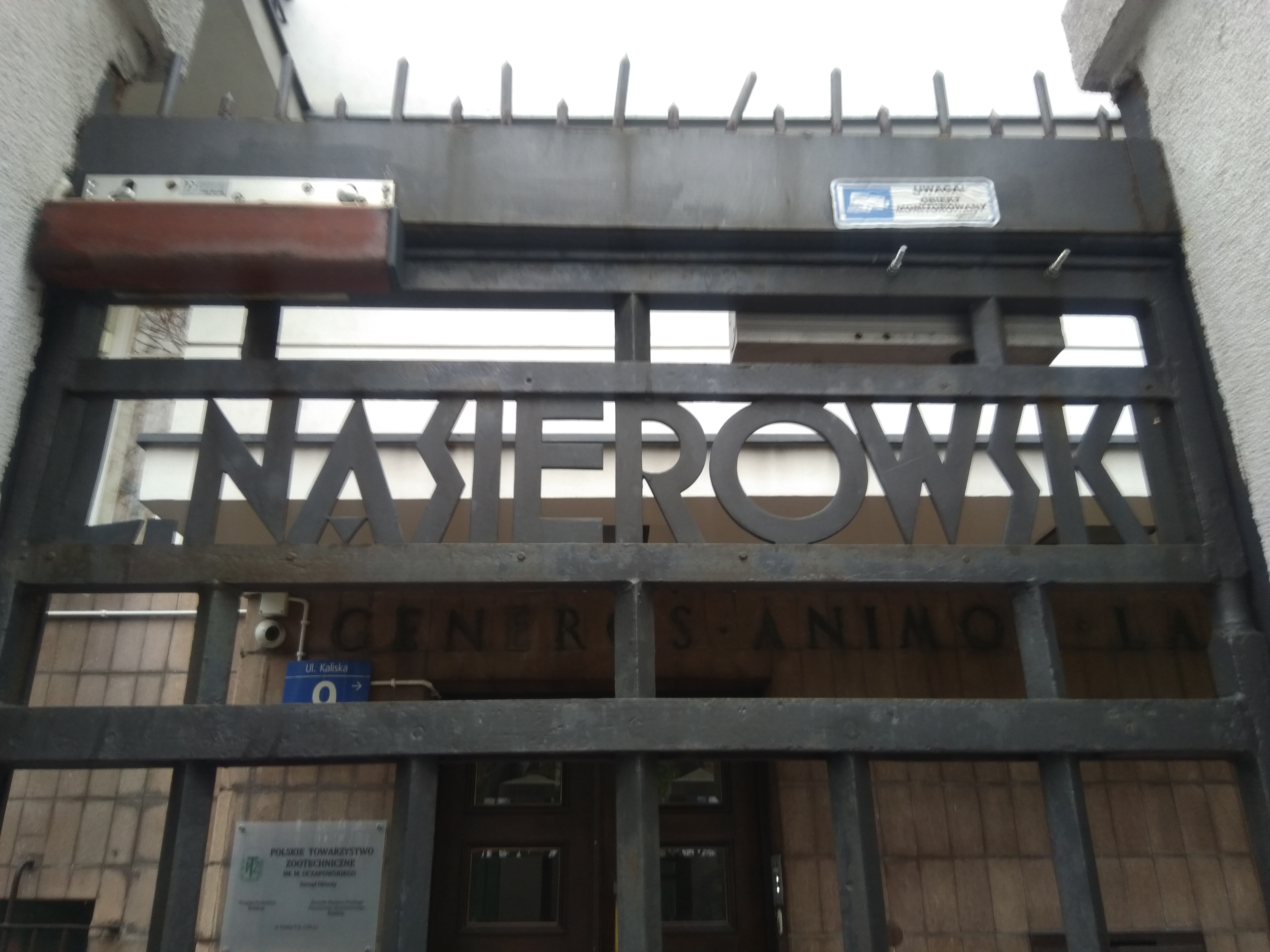
Brama dawnego zakładu Leona Nasierowskiego w Warszawie, ul. Kaliska 9 (detal).

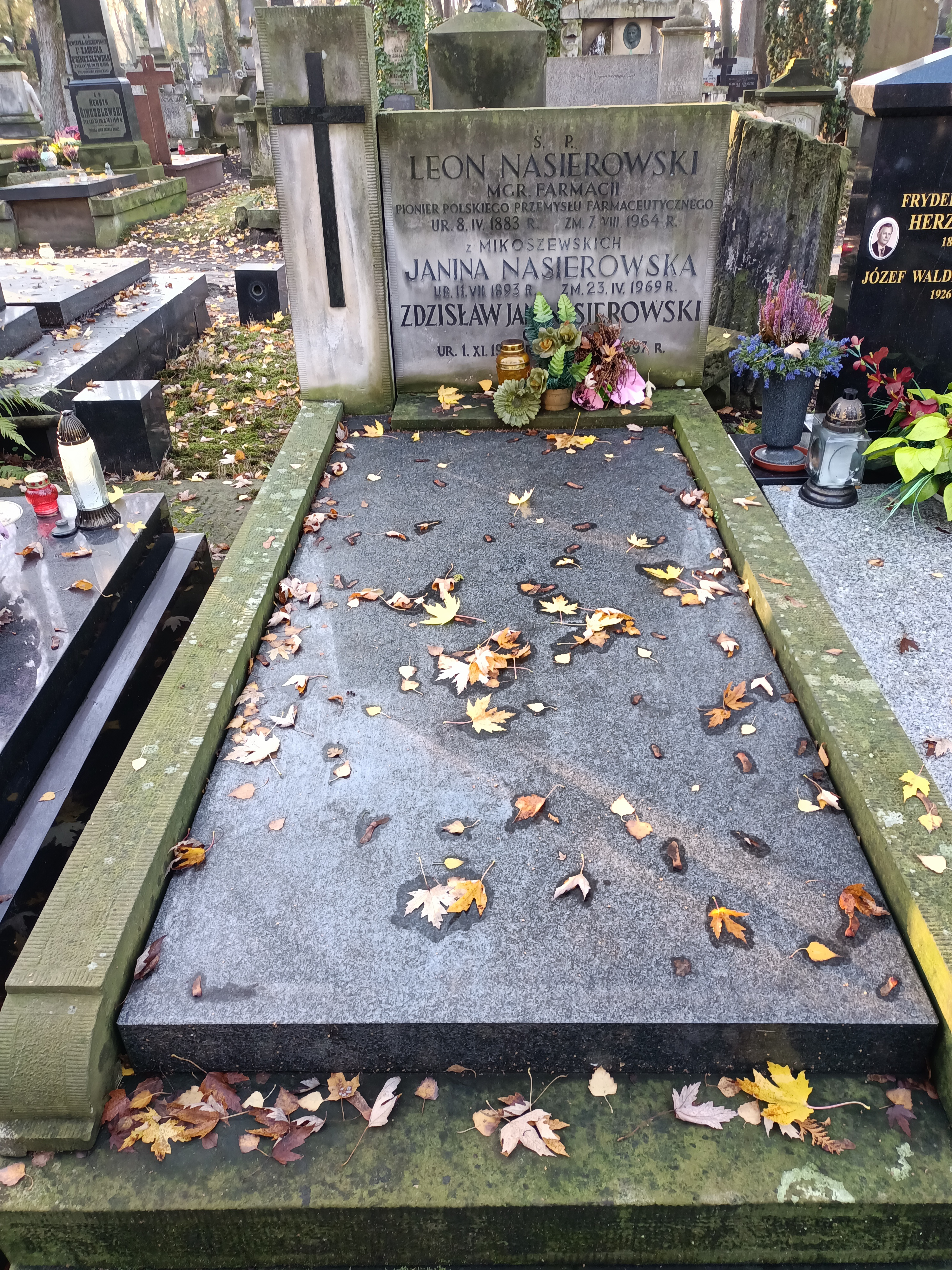
Grób Leona Nasierowskiego na Cmentarzu Powązkowskim

Leon Nasierowski (ur. 8 kwietnia 1883 w Łąkach, zm. 7 sierpnia 1964 w Warszawie) – polski farmaceuta, przedsiębiorca, pionier polskiego przemysłu farmaceutycznego, uczestnik powstania warszawskiego, odznaczony medalem Sprawiedliwy wśród Narodów Świata.

## Życiorys
Syn Michała Nasierowskiego h. Ślepowron (1855–1920), posła na Sejm Ustawodawczy II RP oraz Ksawery z Goździeckich. W 1901 ukończył szkołę średnią w Pułtusku. Na Wydziale Farmaceutycznym Uniwersytetu Moskiewskiego w 1917 uzyskał tytuł prowizora farmacji. W latach 1918–1921 służył w Wojsku Polskim jako podporucznik aptekarz. W 1921 przy ul. Marszałkowskiej 21 w Warszawie otworzył przedstawicielstwo francuskich firm chemiczno-farmaceutycznych. W 1925 przeniósł firmę na ul. Piękną 62. W 1934 firma została przekształcona w „Chemiczno-Farmaceutyczne Zakłady Przemysłowo-Handlowe L. Nasierowski”. Nasierowski zatrudniał blisko 140 osób. W 1935 rozwinął miesięcznik „Wiedza Lekarska”.
1 marca 1916 ożenił się z Janiną z Mikoszewskich. 4 lata później urodził się ich syn Zdzisław Jan. Mieszkali w Warszawie przy ul. Kaliskiej 9. W budynku mieściło się także przedsiębiorstwo Leona.
W czasie okupacji Nasierowscy pomagali żydowskiej rodzinie Drążków. Samuel Drążek posiadał pracownię kuśnierską, z którego usług korzystała Janina Nasierowska od 1934. Drążkowie mieszkali na ul. Dzielnej. W październiku 1940 ich mieszkanie zostało włączone do getta. Nasierowscy przekazywali Drążkom lekarstwa i pożywienie w budynku sądów na Lesznie. W maju 1941 Samuelowi i Matli Drążkom urodziła się córka Shulamit. Dzięki zorganizowanym przez Nasierowskich dokumentom Samuel otrzymał kenkartę na dane Stefana Jakubowskiego, Matla – Marii Zawadzkiej, a Shulamit – Elżbiety Koreckiej. Pod koniec maja 1942 Nasierowscy wywieźli Shulamit na stronę aryjską, przewożąc ją wraz z artykułami biurowymi zamówionymi u zaprzyjaźnionej firmy znajdującej się na terenie getta. Ostatecznie trafiła do rodziny Stołłychwo w Pruszkowie. Dziewczynka została przedstawiona jako nieślubne dziecko Zdzisława, który miał ją utrzymywać. Pod koniec 1941, podczas ostatniego spotkania z Drążkami na terenie sądów, Nasierowscy przekazali im numerki do szatni, gdzie zostawili dla nich dwa płaszcze. Samuel i Matla odebrali płaszcze i wyszli na ul. Ogrodową, już po „stronie aryjskiej”. Zamieszkali w willi w Józefowie, specjalnie w tym celu wynajętej, wyremontowanej i wyposażonej przez Nasierowskich. Nasierowskich dwukrotnie szantażowano z racji ukrywania Shulamit. Jednakże dzięki kontaktom Leona w Kripo, szantażyści zostali znalezieni i ukarani.
Podczas powstania warszawskiego, w którym Nasierowscy brali czynny udział, kamienica na Kaliskiej była redutą obronną Armii Krajowej i została całkowicie zniszczona. Leon został wywieziony do Auschwitz, zaś Janina do Vöhrenbach na roboty przymusowe. Po wojnie wrócili do Józefowa, gdzie spotkali się z Drążkami i z synem. Drążkowie wyemigrowali w 1946 do Belgii, a w 1952 osiedli w Montrealu. Utrzymywali kontakt z Nasierowskimi.
Po wojnie Leon Nasierowski znalazł zatrudnienie we własnym zakładzie, który wcześniej został znacjonalizowany i przejęty przez Spółdzielnię Farmaceutyczną „Jedność”.
W 1993 rodzina Nasierowskich została odznaczona medalem Sprawiedliwych wśród Narodów Świata.
Nasierowscy spoczywają we wspólnym grobie na cmentarzu Powązkowskim (kwatera 66-5-25).